# Nidhin Lal
Nidhin Lal (sinh ngày 7 tháng 6 năm 1991 ở Kerala) là một cầu thủ bóng đá người Ấn Độ hiện tại thi đấu cho Shillong Lajong ở I-League.

## Sự nghiệp

### Mumbai
Nidhin từng thi đấu cho Tamil Nadu và đứng thứ 3 ở Santosh Trophy. Anh từng thi đấu cho các câu lạc bộ như Indian Bank và Pune F.C.. Vào mùa hè năm 2011 anh ký hợp đồng với Mumbai F.C. của I-League và ra mắt đội một ở I-League trước Mohun Bagan ngày 6 tháng 11 năm 2011.

### Chennaiyin FC
Vào tháng 7 năm 2015 Lal được tuyển để thi đấu cho Chennaiyin FC ở Indian Super League 2015.

## Thống kê sự nghiệp

### Câu lạc bộ
Số liệu chính xác tính đến ngày 11 tháng 7 năm 2015
| Câu lạc bộ          | Mùa giải            | Giải vô địch | Giải vô địch | Cúp     | Cúp | Quốc tế | Quốc tế | Tổng    | Tổng |
| Câu lạc bộ          | Mùa giải            | Số trận      | C S          | Số trận | C S | Số trận | C S     | Số trận | C S  |
| ------------------- | ------------------- | ------------ | ------------ | ------- | --- | ------- | ------- | ------- | ---- |
| Mumbai              | 2011-12             | 6            | 1            | 0       | 0   | 0       | 0       | 6       | 1    |
| Mumbai              | 2012-13             | 5            | 1            | 0       | 0   | 0       | 0       | 5       | 1    |
| Mumbai              | 2013-14             | 10           | 2            | 0       | 0   | 0       | 0       | 10      | 2    |
| Mumbai              | 2014-15             | 12           | 3            | 0       | 0   | 0       | 0       | 12      | 3    |
| Tổng cộng sự nghiệp | Tổng cộng sự nghiệp | 33           | 7            | 0       | 0   | 0       | 0       | 33      | 7    |

Apps = Appearances || C S = Clean Sheets